# Jonathan Kreisberg

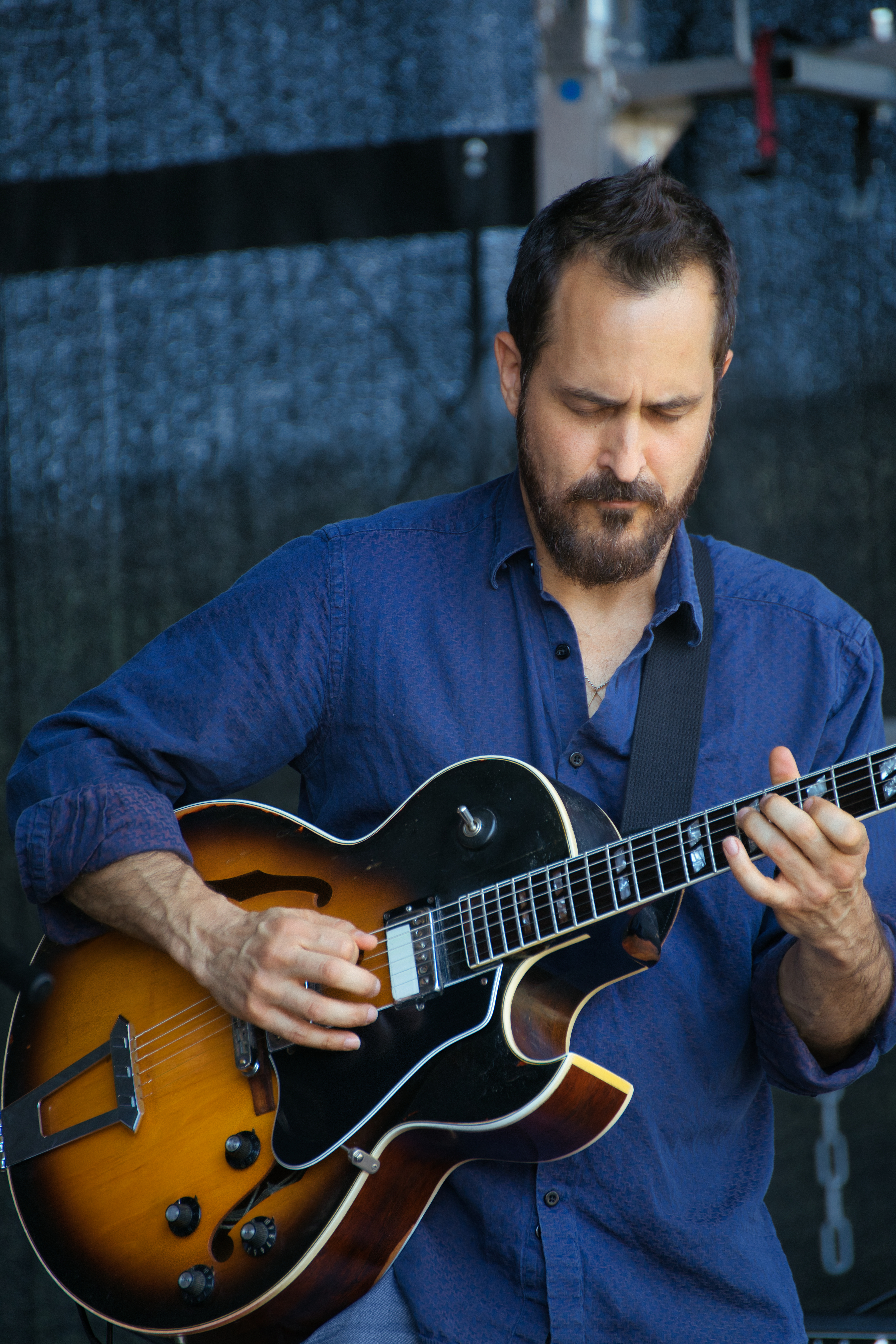
Jonathan Kreisberg auf dem INNtöne Jazzfestival (2022)

Jonathan Kreisberg (* 1972 in New York City) ist ein US-amerikanischer Jazzgitarrist und Komponist.

## Biografie
Kreisberg wuchs in Miami auf; mit zehn Jahren begann er Gitarre zu spielen, zunächst Rock- und klassische Gitarre. Bereits mit 16 Jahren wurden seine Kompositionen im Magazin Guitar Player besprochen; es folgte ein Jazz-Studium an der New World School of the Arts und an der University of Miami. Dort gehörte er der Concert Jazz band an, mit der er durch Brasilien tourte und mit Joe Henderson, Michael Brecker und Red Rodney auftrat. Nach seiner Graduierung arbeitete er u. a. mit dem New World Symphony unter der Leitung von Michael Tilson Thomas und der Progressive-Rock-Band Third Wish; außerdem nahm er 1995 ein Album mit der Formation Wyscan auf, die stilistisch Anleihen bei Art-Rock-Bands wie Yes oder King Crimson machte.

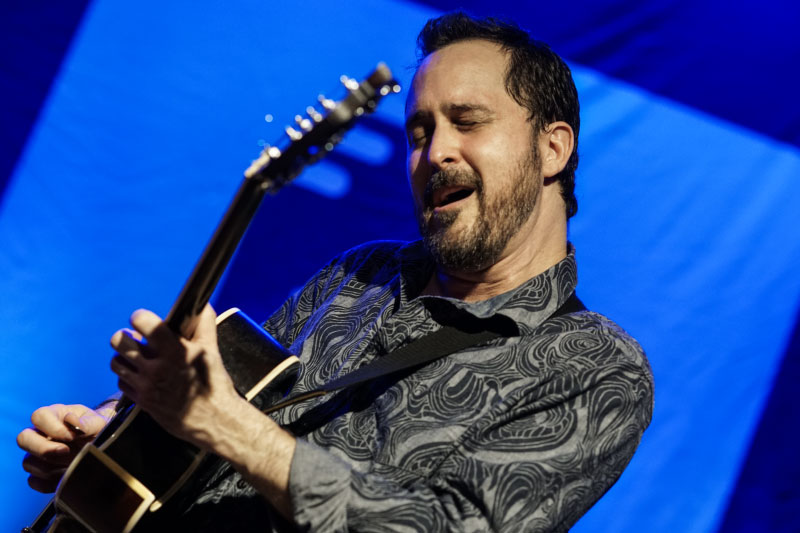
Dänemark 2018

1996 entstand sein Debütalbum, das er mit seinem Fusion-orientierten Jonathan Kreisberg Trio einspielte, mit dem er im Raum Miami und an der Ostküste der USA auftrat. 1997 kehrte er nach New York zurück und verlagerte sich stilistisch auf akustischen Jazz. In New York arbeitete er mit Lenny White, Jeff Andrews, Greg Tardy und Joel Frahm, ferner gründete er ein Trio, mit dem er Jazzstandards spielte (Interpretations Group) und ein Quartett, mit dem er seine Eigenkompositionen einspielt (compositions group). 2002 nahm er mit Johannes Weidenmüller und Ari Hoenig das Trioalbum Trioing auf; 2012 arbeitete er mit Dr. Lonnie Smith (The Healer) und im Quartett mit Will Vinson, Joe Martin und Mark Ferber. Er war auch an Dr. Lonnie Smiths Alben Evolution (2016) und All in My Mind (Blue Note, 2018) beteiligt.

## Diskographische Hinweise
- Nine Stories Wide (Criss Cross Jazz, 2003) mit Larry Grenadier, Bill Stewart
- New for Now (Criss Cross, 2004) mit Gary Versace, Mark Ferber
- Shadowless (2011)
- One (2013)
- All in My Mind (Blue Note, 2018) mit Dr. Lonnie Smith, Johnathan Blake u. a.
- Capturing Spirits—JKQ Live! (New For Now, 2020)

## Lexikalischer Eintrag
- Richard Cook, Brian Morton: The Penguin Guide to Jazz Recordings. 8. Auflage. Penguin, London 2006, ISBN 0-14-102327-9.